# Slør (mekanik)
 For alternative betydninger, se Slør (flertydig). (Se også artikler, som begynder med Slør)
 Der er for få eller ingen kildehenvisninger i denne artikel, hvilket er et problem. Du kan hjælpe ved at angive troværdige kilder til de påstande, som fremføres i artiklen.

Slør betegner i mekaniske sammenhænge et mellemrum mellem to mekaniske enheder der skal arbejde i indgreb med hinanden.
I mange relationer bruges udtrykket sidestillet med frigang, men en del fagfolk vægter de to udtryk forskelligt, idet frigang er et udtryk for planlagt mellemrum, mens slør er et udtryk for slid.
Slør, slup eller frigang er den bevægelighed/tolerance, der nødvendigvis må være ved mekanisk energiisolation – f.eks. et gear, et leje eller en kobling. Sløret skal være så småt som muligt, men hvis tolerancen er for lille, hindres bevægeligheden og der går energi tabt i friktion og delene slides meget.
I våbenterminologi betegnelsen for at løb og lås kan bevæges i forhold til hinanden, når bøssen er lukket.